# Maruzen

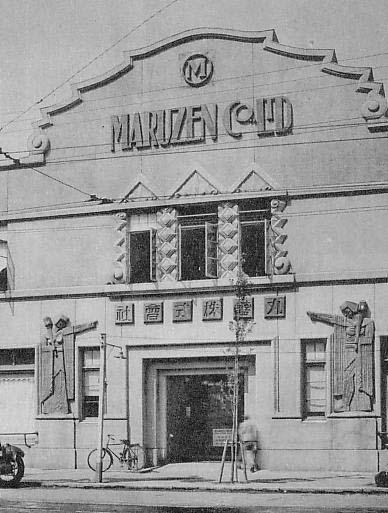
Maruzen um die Jahrhundertwende

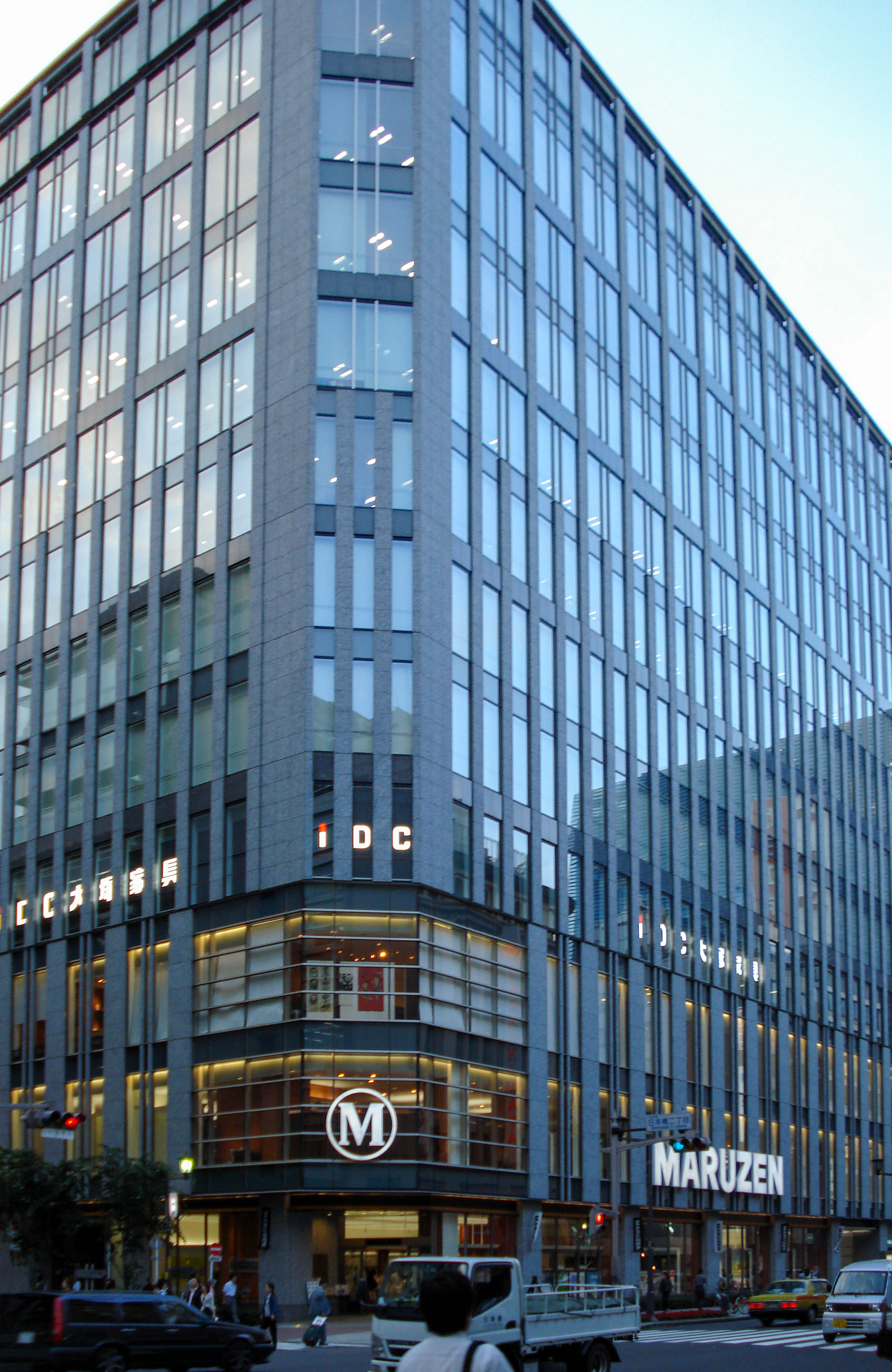
Maruzen Gebäude Tokyo

Maruzen (jap. 丸善株式会社, Kabushiki kaisha Maruzen, engl. Maruzen Company, Limited), gelistet im Nikkei 225, ist ein Buchhandelskonzern und eine Buchhandelskette in Japan. Maruzen importiert seit dem ausgehenden 19. Jahrhundert fremdsprachige Bücher und Kultur nach Japan.

## Firmengeschichte
Mit der Landesöffnung durch den Vertrag von Kanagawa (1854) geriet Japan durch den Ansturm westlicher Errungenschaften zusehends unter Druck. Aufklärung (啓蒙) hieß daher die Devise der Stunde. Der Pädagoge Fukuzawa Yukichi (1834–1901) reiste als einer der ersten nach Europa und beschrieb das Bildungs- und Bibliothekswesen. Er regte seinen Schüler Hayashi Yūteki (早矢仕有的) (1837–1901) an, sich mit dem Import westlicher Waren zu befassen. Obgleich Hayashi Mediziner war, gründete er 1869 in Yokohama unter dem Namen Maruya (丸屋) ein Geschäft, das unter anderem Bücher importierte. Bereits ein Jahr später eröffnete er einen weiteren Laden in Nihombashi, Tokyo.
1878 ändert Hayashi die Bezeichnung seines Geschäfts zu Maruzen und die Gesellschaftsform zu einer der ersten Kabushiki-gaisha (Aktiengesellschaft) Japans. 1885 erschien eine Übersetzung des Lexikons Information for the people unter dem Titel Hyakka Zenshō.
Das Lexikon konnte bereits 1883 zum Subskriptionspreis bestellt werden; eine damals sehr ungewöhnliche Vertriebsmethode. Darüber hinaus importierte Hayashi von Beginn der Geschäftstätigkeit an deutsche Klassiker, zu denen ab 1900 auch Meyers Enzyklopädie und das Brockhaus Lexikon gehörten.
Der Grundstein zur gegenwärtigen Zentrale, dem ersten Stahlbetongebäude Japans, wurde 1952 gelegt. Hayashi war zeit seines Lebens, sowohl als Herausgeber von Sachbüchern, wie auch als Förderer der Literatur sehr umtriebig. 1897 gründete er die Literaturzeitschrift Licht der Wissenschaft (學鐙), die ab 1901 von Uchida Roan herausgegeben wurde.
1956 errichtete Maruzen in New York eine Filiale zum Import fremdsprachiger und zum Export japanischer Bücher. Diese Filiale ist heute die Maruzen International Co., Ltd. Die erste europäische Niederlassung entsteht 1984 in London. Sie ist auch das Zentrum für Informationsverarbeitung und neue Medien. Maruzen entwickelte in den folgenden Jahren CALIS (Computer Assisted Library Information System). Maruzen unterstützt bis heute in vielfältiger Weise Bibliotheken. Anfang der 1990er Jahre half Maruzen der Parlamentsbibliothek bei der Sicherung von 110.00 Werken der Meji Zeit auf Microfilm.
1992 eröffnete Maruzen in der Forschungsstadt für Kultur und Wissenschaft Kansai ein Multimediazentrum. Die amerikanische Niederlassung wird von New York nach New Jersey verlegt, um den Vertrieb zu erweitern. Heute ist Maruzen mit seinen Geschäftsstellen in ganz Japan vertreten.

### Präsenz in Japan
Gegenwärtig umfasst Maruzen 39 Geschäfte, 29 Verkaufsbüros und 70 Verkaufsstellen an Universitäten und Schulen sowie 4 Niederlassungen außerhalb Japans.
Maruzen plant ab Oktober 2010 mit der chinesischen IT-Firma Peking University Founder Group eine Manga E-Plattform mit 500.000 E-Book Titeln.